# 瓦伊 (蒙特勒伊区)
瓦伊（法語：Wail）是法国北部-加来海峡大区加来海峡省的一个市镇，属于蒙特勒伊区帕尔克县。该市镇2009年时的人口为262人。

## 人口
瓦伊人口变化图示
| 数据来源：INSEE |